# Anna-Maria Sieklucka
Anna-Maria Sieklucka (Lublino, 31 maggio 1992) è un'attrice, modella e cantante polacca.

## Biografia
Sieklucka è nata a Lublino, la più grande città della Polonia orientale. Suo padre, Jerzy Antoni Sieklucki, è un avvocato. Ha studiato presso l'Accademia Nazionale di Arti Teatrali AST, con sede a Breslavia, e si è laureata nel 2018. Parla fluentemente polacco, inglese, francese e tedesco.
Nell'ottobre 2019, è stata scelta per interpretare Aniela Grabek, guest star della serie televisiva polacca Na dobre i na złe, incentrata sulla vita dei paramedici e del personale ospedaliero. Il suo debutto cinematografico è stato con il ruolo di Laura Biel al fianco di Michele Morrone nel film erotico italo-polacco di grande successo 365 giorni, presentato in anteprima su Netflix nel giugno 2020. In quel periodo ha avuto una relazione con Michele Morrone, co-protagonista dei film.

## Filmografia
- 365 giorni, regia di Tomasz Mandes e Barbara Białowąs (2020)
- 365 giorni - Adesso, regia di Tomasz Mandes e Barbara Białowąs (2022)
- Altri 365 giorni, regia di Tomasz Mandes e Barbara Białowąs (2022)